# Froelichia humboldtiana
Froelichia humboldtiana là loài thực vật có hoa thuộc họ Dền. Loài này được (Roem. & Schult.) Seub. mô tả khoa học đầu tiên năm 1875.